# 16248 Fox
16248 Fox è un asteroide della fascia principale. Scoperto nel 2000, presenta un'orbita caratterizzata da un semiasse maggiore pari a 2,2722947 UA e da un'eccentricità di 0,1309693, inclinata di 2,38344° rispetto all'eclittica.